# Shifra Sagy
Shifra Sagy (hebräisch שִׁפְרָה שַׂגִּיא, geboren am 24. Juli 1945) ist eine israelische Psychologin. Sie ist emeritierte Professorin der Ben-Gurion-Universität im Negev.

## Ausbildung
Von 1969 bis 1972 machte Sagy ihre Bachelor-Ausbildung in Psychologie und Soziologie an der Hebräischen Universität Jerusalem und der Universität Haifa. Von 1981 bis 1985 studierte sie an der Ben-Gurion-Universität im Negev Erziehungspsychologie. Ihre Masterarbeit trägt den Titel „Adolescents’ reactions to a stress situation: Before and after evacuation of the Sinai settlements“. Ebenfalls an der Ben-Gurion-Universität im Negev erlangte sie nach ihrem Studium von 1987 bis 1990 ihren akademischen Abschluss als Doctor of Philosophy. Die Dissertation mit dem Titel "The family sense of coherence and adjustment to stressors: The retirement transition" wurde von Aaron Antonovsky und N. Milgram betreut.

## Beruf
Shifra Sagy leistete von 1963 bis 1965 ihren Wehrdienst bei den Israelischen Verteidigungskräften. Sie arbeitete von 1971 bis 1975 als psychologische Beraterin des Ministeriums für Wohlfahrt in Haifa. Von 1976 bis 1978 war sie an einer Schule in Kirjat Gat und von 1978 bis 1996 an einer Kinderklinik als Erziehungspsychologin tätig. An der Open University of Israel war sie von 1979 bis 1981 Lehrerin. Von 1990 bis 1992 arbeitete sie als psychologische Beraterin für die Organisation Na’amat in Be’er Scheva.
An der Ben Gurion-Universität im Negev hatte Shifra Sagy ab 1991 verschiedene Funktionen inne. Im Jahr 2002 wurde sie Assistenzprofessorin und 2010 Professorin. 2014 wurde sie emeritiert.

## Publikationen
Shifra Sagy veröffentlichte zahlreiche Beiträge, einige davon in Zusammenarbeit mit Aaron Antonovsky, in wissenschaftlichen Journalen und Büchern.

## Privates
Shifra Sagy ist verheiratet und hat zwei Kinder und drei Enkelkinder.